# Huey Newton
Huey Percy Newton (Monroe, 17 febbraio 1942 – Oakland, 22 agosto 1989) è stato un attivista statunitense del movimento afroamericano, fondatore del movimento rivoluzionario afroamericano delle Pantere Nere assieme a Bobby Seale.

## Biografia
Huey Newton nacque a Monroe, da Amelia e Walter Newton, entrambi battisti. Newton era il figlio minore della sua famiglia, e il suo nome, Huey, si deve al politico democratico americano Huey Pierce Long, Jr. La famiglia di Huey si spostò ad Oakland quando lui aveva tre anni. Nella nuova realtà ebbe dei problemi con la giustizia, venendo arrestato nel 1956 per possesso illegale di arma da fuoco e vandalismo.
Durante gli anni trascorsi al Merritt College di Oakland si avvicina ai movimenti per i diritti degli afroamericani. In questi anni legge i lavori di Marx, Lenin, Malcolm X, Che Guevara e Mao Zedong. È durante gli anni passati al Merritt College di Oakland che Huey fonda nell'ottobre del 1966 assieme all'amico Bobby Seale il Black Panther Party for Self Defence (Partito delle Pantere Nere per l'Autodifesa). Newton e Seale decidono di opporsi agli abusi della polizia contro gli afroamericani ad Oakland. Così convincono un po' di afroamericani a pattugliare armati le aree in cui la polizia si rendeva responsabile di abusi a sfondo razzista. È in questo periodo che Huey e Bobby stilano il programma del Partito delle Pantere Nere, su cui ebbe larga influenza il pensiero maoista.
Nel 1967 Newton fu accusato dell'omicidio di un poliziotto: il 28 ottobre John Frey stava cercando di disarmare Huey, cercando di impedire il pattugliamento delle Pantere Nere. All'arrivo di un altro poliziotto scoppiò un conflitto a fuoco, in cui tutte e tre le persone coinvolte furono ferite. Frey morì poche ore dopo lo scontro. Huey fu accusato di omicidio, ma alla fine lo Stato della California chiuse il caso. Mentre Huey era in carcere, il Partito delle Pantere Nere subì un declino in numerose città americane. Ciò accadde anche e soprattutto a causa dell'azione dell'FBI, volta ad impedire le numerose azioni di solidarietà attiva tra la popolazione nera, come i programmi di distribuzione di cibo e vestiario gratuiti. Il declino definitivo del Partito delle Pantere Nere si ebbe quando l'FBI riuscì a dividere la leadership del partito. Nel 1971 il numero massimo di membri del partito fu tra le 5000 e le 7000 unità.
Nel 1974 Newton fu accusato dell'omicidio di una prostituta diciassettenne. Huey non si presentò al processo, e venne inserito dall'FBI nella lista delle persone più ricercate. Scappò a Cuba, dove trascorse tre anni in esilio. Nel 1977 Newton tornò negli USA per sostenere il processo, perché, a suo dire, il clima politico era cambiato e ora avrebbe potuto avere un giusto processo. Fu quindi assolto dall'accusa di omicidio. Il 22 agosto 1989 Huey fu ucciso dal ventiquattrenne Tyrone Robinson che, reo confesso, fu giudicato colpevole nel processo conclusosi nel 1991 e condannato a trentadue anni di carcere.